# Parvilacerta
Genre
Parvilacerta est un genre de sauriens de la famille des Lacertidae.

## Répartition
Les espèces de ce genre se rencontrent jusqu'à 2 500 m d'altitude au Liban, en Turquie et en Arménie..

## Liste des espèces
Selon The Reptile Database (31 janvier 2013) :
- Parvilacerta fraasii (Lehrs, 1910)
- Parvilacerta parva (Boulenger, 1887)

## Taxinomie
Parvilacerta parva est l'espèce type de ce genre.

## Publication originale
- Harris, Arnold & Thomas, 1998 : Relationships of lacertid lizards (Reptilia: Lacertidae) estimated from mitochondrial DNA sequences and morphology. Proceedings of the Royal Society, B: Biological Sciences, vol. 265, p. 1939-1948 (texte intégral).